# Treborough
Treborough – wieś w Anglii, w hrabstwie Somerset, w dystrykcie (unitary authority) Somerset. Leży 69 km na południowy zachód od miasta Bristol i 233 km na zachód od Londynu. Miejscowość liczy 42 mieszkańców.